# Son Dalabau
Son Dalabau és una possessió situada a la marina del terme de Llucmajor, Mallorca, en el camí del Palmer, prop de s'Arenal.
La possessió de Son Dalabau està al costat de la de Son Verí de Dalt. Documentada el 1330, pertanyia a Pere Llongà i era denominada alqueria des Jueu o des Jueus. Per la qual cosa el torrent que la recorre i que fa partió, devora la mar, entre els termes de Llucmajor i Palma s'anomena torrent des Jueus. Al llarg dels segles XIV al XVI sofrí constants canvis de titularitat. El 1540 fou comprada per Bernat Dalabau, que li donà el nom actual. El 1664 era de Gregori d'Olesa. Té cases, molí de sang i una torre de defensa. A les seves terres es conreaven cereals i ramaderia ovina i caprina. Actualment hi ha una pedrera al costat de l'autopista de Llucmajor (Ma-19).

## Construccions
Les cases de la possessió tenen carrera davantera i voravia, i es troben disposades en forma de L, integrant l'antic habitacle i una de nova en volums diferents, la torre de defensa i una sèrie de dependències agropecuàries: estables, pallissa, un forn i una portassa coberta amb volta de canó. Aïlladament entorn de les cases principals es distribueixen altres instal·lacions agrícola-ramaderes típiques de les possessions: una altra portassa amb volta de canó, un colomer, solls i estables dintre un mateix bloc, unes altres solls més modernes, una vaqueria, uns sestadors a uns 200 m i una era a uns 40 m de les cases. El conjunt es completa amb algunes instal·lacions hidràuliques: una cisterna, un pou i un aljub.

### Torre de defensa
La torre de defensa és del segle xv, té plata quadrangular de dues altures, probablement rebaixada en la seva altària, amb escarpa en el cos inferior. Entre els dos cossos, hi ha una línia d'imposta de mig bossell. Només n'és visible totalment la façana est car les altres tres estan parcialment tapades per altres construccions. El parament és paredat comú llevat d'alguns elements com ara les faixes, el coronament del terrat, la rafa visible des de l'interior de la pallissa i quatre ampits motllurats en escòcia que es troben al bell mig del parapet. La coberta és plana a l'exterior. L'accés es fa des de la pallissa per una porta oberta en el mur de la torre; hi ha dos finestrons oberts a les façanes sud i nord sense estructura. Una escala de caragol de pedra, parcialment condemnada, comunica la planta baixa amb el primer pis i el terrat. Té una xemeneia i canal de test (façana est) amb permòdols.

## Jaciments arqueològics
En un establit hi havia una cova artificial d'enterrament prehistòrica, actualment destruïda, dita Cova de Son Dalabau - Can Toni Montserrat, que fou excavada a principis del segle xx.